# Lyonsia bulla
Lyonsia bulla är en musselart som beskrevs av Dall 1881. Lyonsia bulla ingår i släktet Lyonsia och familjen Lyonsiidae. Inga underarter finns listade i Catalogue of Life.